# Margrethe Nørlund Bohr
Margrethe Nørlund Bohr (født 7.  marts 1890, død 21. december 1984) var ægtefælle, samarbejdspartner, redaktør og  transskribent for fysikeren Niels Bohr, som modtog Nobelprisen. Hun havde også stor indflydelse på sønnen, nobelprismodtager Aage Bohr.

## Biografi
Margrethe Nørlund blev født i Slagelse, af apoteker Alfred Christian Nørlund (1850-1925) og Emma Ottine Sophie, født Holm (1862-1926). Hendes brødre var den berømte matematiker Niels Erik Nørlund og arkitekten Poul Nørlund.

### De unge år
Margrethe var i gang med at læse til fransklærer som 19-årig, da hun mødte Niels Bohr, en ven af hendes bror, Niels Nørlund. Hun huskede senere at hendes fremtidige mand besøgte hendes hjem flere gange før hun rigtig lagde mærke til ham. Deres forhold udviklede sig hurtigt derfra og de blev forlovede i sommeren 1910. Parret blev gift ved en borgerlig ceremoni på Slagelse rådhus 1. august 1912, og de forblev lykkeligt gift frem til Niels døde i 1962.
Margrethe og Niels Bohr fik seks sønner, hvoraf de mistede den ældste og yngste før de blev voksne. Harald døde som 10-årig af meningitis og hans ældste bror, Christian, druknede som 18-årig ved en drukneulykke på en bådtur med sin far, hvor de blev overrasket af hårdt vejr. Sønnen Aage Bohr, blev en anerkendt fysiker som hans far og vandt ligeledes en nobelpris.

### Samarbejdet
Margrethe viste sig at være afgørende for hendes mands arbejde allerede fra begyndelsen af deres forhold. I 1912 skrev Niels: "Jeg tog på landet med min kone, og vi skrev en meget lang artikel" og delte dermed æren med sin nye ægtefælle.
Hendes roller var mange, men hendes hensigt var enkel, at hjælpe Niels med at forklare begreber, selv de komplekse, i et "klart sprog". For at have den faglige baggrund samarbejdede hun med sin mand, mens han udarbejdede sine teorier, ved at diskutere dem med hende. Niels dikterede sine tanker, så Margrethe kunne transskribere og skrive dem (et job hans mor havde bestredet før ægteskabet). Typisk cirkulerede udkast mellem de to mange gange. I løbet af redigering (af dem begge), transskribering, genredigering og genskrivning af de mange udkast til sin mands papirer, insisterede hun på, at han skulle forklare sine ideer i et sprog, der var forståeligt for hans læsere. Ifølge Crease, "var hun ikke kun Bohrs faste følgesvend, hun var også hans intellektuelle samarbejdspartner, der hjalp ham med hans breve og essays og med at forklare sine ideer for sig selv... hun var meget klog." Ifølge sønnen Hans Bohr: "Min mor var det naturlige og uundværlige centrum ... Hendes meninger var hans [fars] retningslinjer i daglige anliggender.."
Da Første Verdenskrig brød ud, forlod Bohrerne Danmark og flyttede til England, hvor de blev indtil juli 1916.

### København
I 1921 grundlagde Niels Bohr Institutet for Teoretisk Fysik (siden 1965, kendt som Niels Bohr Instituttet), ved Københavns Universitet, og familien flyttede ind i et hjem på campus. Han vandt Nobelprisen i fysik i 1922.
Margrethe var et kærkomment element i sin mands arbejde, både socialt og på grund af hendes praktiske bidrag. Hun tilbragte en del tid sammen med Niels' forskellige assistenter og holdkammerater på Instituttet for Teoretisk Fysik og mindede senere i livet ikke bare om deres videnskabelige succeser, men hjemmets varme, da disse unge videnskabsmænd sluttede sig til dem.
Under Anden Verdenskrig blev Margrethe bekymret, da den tyske fysiker Werner Heisenberg kom til København i 1941, tilsyneladende for at opfordre Niels, hvis mor var af jødisk herkomst, til at slutte sig til ham i hans forskning for Tyskland, men Niels blev i København. Da tyskerne skærpede kursen overfor jøderne Danmark i 1943, flygtede familien og flyttede først til Sverige og derefter videre til England og vendte først tilbage til Danmark efter krigens afslutning. Familien vendte tilbage til København, så Niels kunne genoprette og udvide sit ødelagte Institut. Niels døde i 1962.
Margrethe døde  94 år gammel  i København, den 21. december 1984. Hun havde overlevet sin mand med 22 år.

Artikel oversat fra den engelsk wikipediaartikel